# Сен-Симон-де-Пеллуай
Сен-Симо́н-де-Пеллуа́й (фр. Saint-Simon-de-Pellouaille) — коммуна во Франции, находится в регионе Пуату — Шаранта. Департамент коммуны — Приморская Шаранта. Входит в состав кантона Жемозак. Округ коммуны — Сент.
Код INSEE коммуны — 17404.

## Население
Население коммуны на 2010 год составляло 532 человека.
| 1962 | 1968 | 1975 | 1982 | 1990 | 1999 | 2010 |
| ---- | ---- | ---- | ---- | ---- | ---- | ---- |
| 316  | 315  | 283  | 308  | 309  | 370  | 532  |